# Берг, Эйжен Августович
Эйжен Августович Берг (латыш. Eižens Bergs; 1892, Рига — 20 сентября 1918, Туркменистан) — российский революционер-большевик, участник гражданской войны в России.

## Биография
Родился в Риге в семье рыбака.
По профессии слесарь. Во время Революции 1905 года — боец рабочей дружины. Во время Первой мировой войны был машинистом на линкоре «Севастополь». Член партии большевиков с 1917 года.
После Февральской революции — один из организаторов и руководителей большевистской организации на корабле. Член Центробалта 1-го и 3-го созывов, член Центрофлота. В июле 1917 арестовывался Временным правительством.
Командовал отрядом матросов 2-го Балтийского флотского экипажа во время штурма Зимнего. Член военно-морского революционного комитета. По заданию Ленина вместе с Железняковым и Н.А. Ховриным возглавил отряд балтийцев, посланный в Москву. Затем комиссар штаба отряда моряков, воевавшего под Белгородом, Харьковом, Чугуевом.
Летом 1918 года вместе с В. Полухиным направлен в Каспийскую флотилию, где проводил работу по укреплению боеспособности кораблей бакинского рейда. С июля 1918 — член ВРК и начальник связи Кавказской Красной армии. После падения Баку арестован.
Расстрелян 20 сентября 1918 года в числе 26 бакинских комиссаров на 207-й версте между станциями Ахча-Куйма и Перевал (ныне — на территории Балканского велаята, Туркменистан).

## Память
В 1965 г. в честь Эйжена Берга была переименована 5-я Баиловская улица, в настоящее время называется улица Али Назми.